# 2008年3月逝世人物列表
2008年逝世人物列表：1月 - 2月 - 3月 - 4月 - 5月 - 6月 - 7月 - 8月 - 9月 - 10月 - 11月 - 12月
2008年3月逝世人物列表，是用于汇总2008年3月期间逝世人物的列表。

## 依日期排序

### 1日
- 哈羅爾多·德·安德拉德（Haroldo de Andrade），73歲，巴西電臺主持人（Rádio Globo），多器官功能障礙綜合征。[1]
- Dora Dolz，66歲，出生於西班牙的荷蘭藝術家。[2]
- 凱文·鄧恩（Kevin Dunn），57歲，赫克瑟姆和紐卡斯爾的英國主教。[3]
- Bhanbhagta Gurung，86歲，尼泊爾廓爾喀士兵，維多利亞十字勳章獲得者。[4]
- 劳尔·雷耶斯（Raúl Reyes），59歲，哥倫比亞革命武裝力量二把手，空襲。[5]
- 穆斯塔法·索海姆（Moustafa Soheim），70歲，埃及奧運擊劍運動員。[6]
- 席德·斯賓德勒（Sid Spindler），75歲，波蘭出生的澳大利亞參議員（民主黨）（1990-1996），肝癌。[7]
- 安德列·蒂辛（Andrey Tissin），32歲，俄羅斯世界和歐洲皮划艇冠軍，奧運選手和教練，溺水身亡。[8]
- 喬治·托利（George Toley），91歲，美國大學網球教練。[9]

### 2日
- Sofiko Chiaureli，70歲，喬治亞女演員。[10]
- 芭芭拉·安妮·大衛斯（Barbara Anne Davis），77歲，美國棒球運動員[11]
- 羅傑·吉爾（Roger Gill），35歲，蓋亞那奧運短跑運動員，車禍。[12]
- 傑夫·希利（Jeff Healey），41歲，加拿大爵士和藍調搖滾吉他手和歌手，肉瘤。[13]
- 卡爾·霍德爾（Carl Hoddle），40歲，英格蘭足球運動員（萊頓東方，巴尼特），腦動脈瘤。[14][15]
- 保羅·雷蒙德（Paul Raymond），82歲，英國色情雜誌出版商和房地產大亨。[16]
- 泰德·羅賓遜（Ted Robinson），84歲，美國高爾夫球場建築師，胰腺癌。[17]
- 弗雷德里克·塞茨（Frederick Seitz），96歲，美國物理學家，共同發現了維格納-塞茨細胞。[18]

### 3日
- Bertil Albertsson，86歲，瑞典跑步者。[19]
- 維佐爾·科索（Vizol Koso），93歲，印度那加族政治家。[20]
- 拉蒙·巴爾金，93歲，古巴陸軍上校和外交官，富爾亨西奧·巴蒂斯塔的反對者，領導了1956年的政變企圖，癌症。[21]
- 威廉·布萊斯（William Brice），86歲，美國畫家，加州大學洛杉磯分校教授，跌倒受傷。[22]
- 朱塞佩·迪·斯特凡諾（Giuseppe Di Stefano），86歲，義大利歌劇男高音，在襲擊后長期昏迷。[23]
- 老唐納德·洛佩茲（Donald S. Lopez），84歲，美國國家航空航太博物館副館長，心臟病發作。[24]
- 瑪律科姆·麥肯納（Malcolm McKenna），77歲，美國古生物學家。[25]
- 諾姆·奧尼爾（Norm O'Neill），71歲，澳大利亞板球運動員，喉癌。[26]
- 安娜瑪麗·倫格（Annemarie Renger），88歲，德國政治家（SPD），議會議長（1972-1976）。[27]
- 伊萬·里奧斯（IvánRíos），45歲，哥倫比亞革命武裝力量指揮官，被他的安全局長槍殺。[28]
- 諾曼「颶風」史密斯，85歲，英國歌手，錄音工程師（披頭士樂隊，平克弗洛伊德）和唱片製作人。[29]
- 肯尼斯·伍爾科姆（Kenneth Woollcombe），84歲，英國牛津主教（1971-1978）。[30]

### 4日
- 侯賽因·阿裡哈尼（Hossein Alikhani），63歲，伊朗非政府組織創始人、政治學家和作家，白血病患者。[31]
- 理查·大衛斯·安德森（Richard Davis Anderson），86歲，美國數學家。[32]
- 歐文·巴拉比奧（Erwin Ballabio），89歲，瑞士足球守門員。[33]
- 羅伯特·布魯寧（Robert Bruning），79歲，澳大利亞演員，心臟病發作。[34]
- Gary Gygax，69歲，美國遊戲設計師，《龍與地下城》的聯合創始人。[35]
- 蒂娜·拉戈斯特娜·巴西（Tina Lagostena Bassi），82歲，義大利政治家。[36]
- 埃琳娜·納塔內爾（Elena Nathanael），61歲，希臘女演員，肺癌。[37]
- 倫納德·羅森曼（Leonard Rosenman），83歲，美國電影作曲家（巴里·林登，《星際迷航IV：回家之旅》，《走向榮耀》），奧斯卡獎得主（1977年，1978年），心臟病發作。[38]
- 塞姆卡·索科洛維奇-貝爾托克，72歲，克羅埃西亞女演員，中風。[39]
- 喬治·沃爾特，79歲，安提瓜總理（1971-1976），心臟病發作。[40]

### 5日
- 伊芙·卡森（Eve Carson），22歲，美國學生領袖（北卡羅來納大學教堂山分校），被槍殺。[41]
- 德里克·杜利（Derek Dooley），78歲，英國足球運動員，謝菲爾德聯隊前主席。[42]
- 埃尔弗丽德·考恩，93歲，德國1936年奧運會跳高銅牌得主。[43]
- 納德·哈利利（Nader Khalili），72歲，伊朗建築師，心力衰竭。[44]
- 約翰·麥凱（John C. Mackie），87歲，密歇根州美國眾議員（1965-1967）。[45]
- 理查·邁爾斯·麥庫爾（Richard Miles McCool），86歲，美國榮譽勳章獲得者，在第二次世界大戰期間的行動。[46]
- Don McFarlane，81歲，加拿大奧運短跑運動員。[47]
- 斯蒂芬·奧利弗（Stephen Oliver），66歲，美國演員（Peyton Place），胃癌。[48]
- Sixty Rayburn，91歲，美國政治家。[49]
- Hajibey Sultanov，86歲，亞塞拜然天文學家，火災事故。[50]
- 約瑟夫·魏岑鮑姆（Joseph Weizenbaum），85歲，德國出生的美國計算機科學家，ELIZA計算機程序的發明者，中風。[51]
- Ihor Yemchuk，77歲，烏克蘭奧運銀牌（1952年）和銅牌（1956年）賽艇運動員。[52]

### 6日
- 格洛麗亞·謝恩·貝克（Gloria Shayne Baker），84歲，美國詞曲作者（《雨雨走開》《你聽到我聽到什麼了嗎？“），肺癌。[53]
- Lili Boniche，87歲，出生於阿爾及利亞的法國安達盧西亞阿拉伯歌曲歌手。[54]
- 唐·柯蒂斯（Don Curtis），80歲，美國職業摔跤手，中風。[55]
- Kurt Eberling， Sr.，77歲，德裔美國義大利麵條的發明者，癌症。[56]
- 古斯塔夫·霍洛貝克（Gustaw Holoubek），84歲，波蘭電影和戲劇演員和政治家。[57]
- 斯坦尼斯拉夫·科诺帕塞克，84歲，捷克斯洛伐克奧運會冰球銀牌得主（1948年）。[58]
- 伯多禄·波雷库·德里，89歲，迦納紅衣主教，塔馬利大主教（1974-1994）。[59]
- Kiddinan Sivanesan，51歲，斯裡蘭卡泰米爾國會議員（TNA），路邊炸彈。[60]
- 瑪律文·沃爾德（Malvin Wald），90歲，美國編劇（《赤裸之城》）。[61]

### 7日
- 奧西·阿爾瓦雷斯（Ossie Álvarez），74歲，美國職業棒球大聯盟球員（華盛頓參議員隊，底特律老虎隊）。[62]
- 路易莎·伊莎貝爾·阿爾瓦雷斯·德·托萊多，71歲，西班牙貴族和作家。[63]
- 伊薩亞斯·卡拉斯科（Isaías Carrasco），43歲，西班牙巴斯克政治家，被槍殺。[64]
- 萊昂納多·科斯塔廖拉（Leonardo Costagliola），87歲，義大利足球守門員（ACF佛羅倫薩）。[65]
- 迪克·杜雷爾（Dick Durrell），82歲，《人物》雜誌的美國創始出版商，肺癌。[66]
- 大衛·蓋爾（David Gale），86歲，美國數學家，心臟病發作。[67]
- Charles A. Gillespie， Jr.，72歲，美國外交官，駐哥倫比亞和智利大使，癌症。[68]
- 萊昂·格林曼（Leon Greenman），97歲，英國大屠殺倖存者，唯一被送往奧斯威辛集中營的英國人。[69]
- 朱利葉斯·帕爾蒂爾，83歲，挪威大屠殺倖存者。[70]
- 弗朗西斯·皮姆，86歲，英國保守黨政治家，外交大臣（1982-1983）。[71]
- Howard Wing，92歲，中國奧運自行車運動員。[72]

### 8日
- 露西·阿科斯塔（Lucy G. Acosta），81歲，墨西哥裔美國活動家。[73]
- Sadun Aren，85歲，土耳其學者和政治家。[74]
- 卡羅爾·巴恩斯（Carol Barnes），63歲，英國ITN新聞主持人，中風。[75]
- 唐納德·麥克唐納（Donald C. MacDonald），94歲，加拿大政治家，安大略省新民主黨前領導人。[76]
- 萊斯·史密斯，80歲，英格蘭足球運動員（狼隊，阿斯頓維拉），癌症。[77]

### 9日
- 格斯·佐丹奴（Gus Giordano），84歲，美國艾美獎得主，肺炎。[78]
- 愛德華·哈特（Edward L. Hart），美國詩人和摩門教讚美詩作者。[79]
- Florent Jodoin，85歲，加拿大奧運自行車運動員。[80]
- 西蒙·賴斯曼（Simon Reisman），88歲，加拿大-美國自由貿易協定首席談判代表，心臟驟停。[81]

### 10日
- Galo Ador Jr.，39歲，菲律賓漫畫家。[82]
- 理查·比根瓦爾德，67歲，美國連環殺手。[83]
- 威廉·布拉德福德（William Bradford），61歲，美國連環殺手，自然原因。[84]
- 休·布朗（Hugh Brown），88歲，英國工黨政治家，蘇格蘭議會副國務卿（1974-1979）。[85]
- 65歲的美國藍調吉他手查理斯·韋恩·戴（Charles Wayne Day）在《特工人》（Secret Agent Man）中寫下了獨特的即興演奏。[86]
- 羅伯特·福斯特（Robert P. Foster），90歲，美國學術行政人員，西北密蘇里州立大學校長（1964-1977）。[87]
- 里卡多·加西亞（Ricardo García），81歲，墨西哥奧運自行車運動員。[88]
- 鄧尼斯·歐文（Dennis Irwin），56歲，美國爵士低音提琴手，癌症併發症。[89]
- 安娜·卡蘭達澤（Ana Kalandadze），83歲，喬治亞詩人。[90]
- Vangelis Kazan，70歲，希臘演員。[91]
- 李昊星，41歲，韓國棒球運動員，小偷和殺人犯，溺水自殺。[92]
- 拉多萬·盧卡夫斯基（Radovan Lukavský），88歲，捷克演員。[93]
- Sai Htee Saing，57歲，緬甸歌手。[94]
- 奧托·施內爾巴赫（Otto Schnellbacher），84歲，美式橄欖球和籃球運動員，癌症。[95]

### 11日
- J. I. Albrecht，77歲，美國出生的加拿大經理和加拿大橄欖球聯盟的董事，中風併發症。[96]
- 扎卡里亞·德羅斯（Zakaria Deros），62歲，馬來西亞前政治家，心臟病發作。[97]
- 約翰·羅德里克（John Roderick），93歲，美國記者（美聯社）和作家，廣泛報導中國（1930年代至2000年代），心力衰竭和肺炎。[98]
- 菲利斯·斯皮拉（Phyllis Spira），64歲，南非首席芭蕾舞演員，手術併發症。[99]
- 戴夫·史蒂文斯（Dave Stevens），52歲，美國漫畫作家和藝術家（The Rocketeer），白血病。[100]
- 邁克爾·托德（Michael J. Todd），50歲，英國大曼徹斯特警察局局長，曝光。[101]
- 盧卡斯·維舍爾（Lukas Vischer），81歲，瑞士神學家。[102]

### 12日
- 艾倫·巴克利（Alan Buckley），66歲，英國橄欖球聯盟和橄欖球聯盟球員。[103]
- 福克·埃裡克森（Folke Eriksson），82歲，瑞典奧運水球運動員。[104]
- Erwin Geschonneck，101歲，德國演員。[105]
- 豪爾赫·金茨堡（Jorge Guinzburg），59歲，阿根廷記者和喜劇演員，肺部感染。[106]
- 阿倫·霍迪諾特（Alun Hoddinott），78歲，威爾士作曲家。[107]
- 卡西亞·瑪麗亞·賈斯特（Cassià Maria Just），81歲，西班牙神職人員，蒙特塞拉特聖瑪麗亞（Santa Maria de Montserrat）前院長，中風。[108]
- 霍華德·梅岑鮑姆，90歲，美國政治家，俄亥俄州參議員（1974年，1976—1995年）。[109]
- Ovidiu Iuliu Moldovan，66歲，羅馬尼亞演員，癌症。[110]
- 卡羅伊·內梅特（Károly Németh），85歲，匈牙利政治家。[111]
- 拉扎尔·蓬蒂切利（Lazare Ponticelli），110歲，義大利出生，第一次世界大戰的最後一位法國正式退伍軍人。[112]
- Asesela Ravuvu，77歲，斐濟政治家，前南太平洋大學學者，自然原因。[113]
- 90歲的英國化學家湯姆·圖希（Tom Tuohy）避免了Windscale的潛在災難。[114]

### 13日
- Tessa Birnie，73歲，紐西蘭音樂會鋼琴家。[115]
- 約瑟夫·博亞爾斯基（Iosif Boyarsky），90歲，俄羅斯前聯盟電影導演，蘇聯動畫之父之一。[116]
- 克雷爾·布魯克斯（Claire Brooks），76歲，英國政治家。[117]
- 馬丁·菲耶羅（Martin Fierro），66歲，美國薩克斯管演奏家，癌症。[118]
- 斯嘉麗·加西亞（Scarlet Garcia），23歲，菲律賓模特，拍攝。[119]
- 特裡·莫洛尼（Terry Moloney），68歲，愛爾蘭投擲運動員。[120]
- Chike Obi，86歲，奈及利亞數學家和政治家。[121]
- 拉斐爾·圖菲諾（Rafael Tufiño），85歲，波多黎各畫家和版畫家，肺癌。[122]

### 14日
- 塔斯利姆·阿裡夫（Taslim Arif），53歲，巴基斯坦板球運動員，肺部感染。[123]
- 加里·賓菲爾德（Gary Binfield），42歲，英國游泳運動員，心臟病發作。[124]
- 梅爾·勃蘭特（Mel Brandt），88歲，美國演員和播音員。[125]
- 克萊德·卡梅倫（Clyde Cameron），95歲，澳大利亞政治家，國會議員（1949-1980），惠特拉姆政府部長。[126]
- 邁克·道森（Mike Dawson），54歲，美式橄欖球運動員，心臟病發作。[127]
- 斯蒂格-奧洛夫·葛籣納，68歲，芬蘭奧運游泳運動員[128]
- Chiara Lubich，88歲，義大利天主教活動家，Focolare運動的創始人。[129]
- 英格瓦爾德·烏爾維塞斯（Ingvald Ulveseth），83歲，挪威政治家。[130]

### 15日
- Sambhaji Angre，87歲，印度政治家。[131]
- 雅各·德沙澤（Jacob DeShazer），95歲，美國投彈手，杜利特爾突襲的參與者。[132]
- Mikey Dread，54歲，牙買加歌手，唱片製作人和廣播員，腦瘤。[133]
- 維陶塔斯·克納吉斯（Vytautas Kernagis），56歲，立陶宛歌手，電視播音員，胃癌。[134]
- G. David Low，52歲，美國宇航員，結腸癌。[135]
- 本傑明·恩古布（Benjamin Ngoubou），82歲，加彭外交部長。[136]
- Sam C. Pointer， Jr.，73歲，美國阿拉巴馬州北區地方法院聯邦法官（1970-2000）。[137]
- Ken Reardon，86歲，加拿大冰球後衛（蒙特利爾加拿大人），阿爾茨海默病。[138]
- Ross Scaife，47歲，美國古典主義者和數位人文主義者，癌症。[139]
- 尤里·蘇拉諾夫（Yury Tsuranov），72歲，蘇聯奧運射擊運動員。[140]
- Vicki Van Meter，26歲，美國飛行員，槍擊自殺。[141]

### 16日
- 阿努拉·班达拉奈克（Anura Bandaranaike），59歲，斯裡蘭卡政治家，癌症併發症。[142]
- 比爾·布朗（Bill Brown），95歲，澳大利亞板球隊隊長，1948年無敵隊成員。[143]
- Ola Brunkert，61歲，ABBA的瑞典鼓手，意外跌倒受傷。[144]
- 韋恩·大衛斯（Wayne Davis），44歲，美式橄欖球運動員，運動神經元疾病。[145]
- 伊娃·迪克森（Ivan Dixon），76歲，美國演員（《霍根的英雄》、《陽光下的葡萄乾》、《波吉和貝絲》），腎衰竭併發症。[146]
- 加里·哈特（Gary Hart），66歲，美國職業摔跤經理，心臟病發作。[147]
- 約翰·休爾（John Hewer），86歲，英國演員（Captain Birdseye），自然原因。[148]
- 奧托·耶梅爾卡，93-94，捷克斯洛伐克奧運現代五項全能運動員。[149]
- 丹尼爾·麥克馬斯特（Daniel MacMaster），39歲，加拿大搖滾歌手（Bonham），A組鏈球菌感染。[150]
- 瑪麗·米德（Mary Meader），91歲，美國航空攝影師。[151]
- 鮑勃·珀基（Bob Purkey），78歲，美國棒球運動員（辛辛那提紅人隊，匹茲堡海盜隊），阿爾茨海默病。[152]
- 約翰·謝德·裡德（John Shedd Reed），90歲，美國阿奇森，托皮卡和聖達菲鐵路總裁（1967-1986），自然原因。[153]
- Laurus Škurla，80歲，捷克斯洛伐克出生的美國ROCOR第一任教長。[154]
- 喬納森·威廉姆斯（Jonathan Williams），79歲，美國詩人，攝影師和出版商，行話協會創始人。[155]

### 17日
- 羅蘭·阿納爾（Roland Arnall），68歲，Ameriquest Mortgage的美國所有者，駐荷蘭大使（2006-2008），癌症。[156]
- 克勞德·法雷爾（Claude Farell），93歲，奧地利女演員。[157]
- Kim Goetz，50歲，美國籃球運動員。[158]
- 克勞斯·路德（Claus Luthe），75歲，德國汽車設計師。[159]
- 喬治·皮薩尼（Georges Pisani），89歲，法國奧運水手[160]

### 18日
- 黑茲爾·巴恩斯（Hazel Barnes），92歲，美國哲學家。[161]
- 安德魯·布里頓（Andrew Britton），27歲，英國出生的間諜小說家，未確診的心臟病。[162]
- 馬里亞諾·迪甘吉（Mariano Di Gangi），84歲，加拿大長老會牧師。[163]
- 菲力浦·鐘斯·格裡菲斯（Philip Jones Griffiths），72歲，英國攝影記者，癌症。[164]
- 馬丁·哈利迪（Martin Halliday），81歲，英國醫生。[165]
- Jyrki Hämäläinen，65歲，芬蘭記者，《Susikki》雜誌編輯。[166]
- 安东尼·明格拉（Anthony Minghella），54歲，英國導演（《英國病人》《冷山》《天才雷普利先生》），奧斯卡獎得主（1997年），術后出血。[167]
- 傑弗里·皮爾森（Geoffrey Pearson），80歲，加拿大外交官，前總理萊斯特·皮爾森（Lester B. Pearson）的兒子。[168]
- 安東·龐格拉茨（Anton Pongratz），60歲，羅馬尼亞奧運擊劍運動員。[169]
- Maral Rahmanzadeh，92歲，亞塞拜然畫家，視覺藝術家。[170]
- Oreste Rizzini，67歲，義大利配音演員，胃癌。[171]
- 賈斯汀·賴特（Justin Wright），27歲，美國動畫師（料理鼠王），心臟病發作。[172]

### 19日
- 喬·布萊克利奇（Joe Blackledge），79歲，英國板球運動員，蘭開夏郡板球俱樂部前隊長兼主席。[173]
- 亞瑟·克拉克爵士（Sir Arthur C. Clarke），90歲，英國科幻小說作家（2001年：太空漫遊），心力衰竭。[174]
- 雨果·克劳斯（Hugo Claus），78歲，比利時作家，自願安樂死。[175]
- John Dowie，93歲，澳大利亞雕塑家，中風。[176]
- 米婭·佩爾曼托（Mia Permanto），19歲，芬蘭歌手，偶像決賽入圍者，意外吸毒過量。[177]
- Raghuvaran，59歲，印度演員，心臟驟停。[178]
- 保羅·史高菲（Paul Scofield），86歲，英國演員（《四季男人》《問答秀》《塞爾皮科》），奧斯卡獎得主（1967年），白血病。[179]
- Chantal Sébire，53歲，法國神經母細胞瘤患者和安樂死活動家，戊巴比妥過量[180]

### 20日
- 埃裡克·阿什頓（Eric Ashton），73歲，英國橄欖球聯盟球員，效力於維岡和英國，患有癌症。[181]
- Sobhan Babu，71歲，印度演員，心臟驟停。[182]
- 安·鮑姆加特納（Ann Baumgartner），89歲，美國飛行員。[183]
- 亞歷山德魯·庫斯托夫，53歲，羅馬尼亞足球運動員。[184]
- 费迪南多·玛利亚，81歲，義大利人，波旁-兩西西裡家族的首領。[185]
- 喬恩·哈斯勒（Jon Hassler），74歲，美國作家，進行性核上性麻痹。[186]
- 艾爾·霍夫曼（Al Hofmann），60歲，美國飆車手，心臟病發作。[187]
- 卡洛斯·加爾旺·德梅洛，86歲，葡萄牙將軍，救國軍政府保守黨成員。[188]
- Bestia Salvaje，46歲，墨西哥自由摔跤手，肝病。[189]
- 布萊恩·王爾德（Brian Wilde），80歲，英國演員（《粥》《夏日最後的酒》《垃圾桶人》）。[190]

### 21日
- Gadzhi Abashilov，58歲，俄羅斯記者，達吉斯坦VGTRK電視公司負責人，被槍殺。[191]
- 安娜·阿爾丘克（Anna Alchuk），52歲，俄羅斯詩人和視覺藝術家，自殺。[192]
- 42歲的亨利·布拉法特（Henri Blaffart）是新喀里多尼亞國際保護組織的比利時野生動物保護主義者，溺水身亡。[193]
- 塔馬斯·布伊科（Tamás Bujkó），48歲，匈牙利柔道運動員，被刺傷和毆打。[194]
- 鄧尼斯·科斯格羅夫（Denis Cosgrove），59歲，英國地理學家，加州大學洛杉磯分校（UCLA）亞歷山大·馮·洪堡（Alexander von Humboldt）地理學教授，癌症。[195]
- 克勞斯·丁格（Klaus Dinger），61歲，德國鼓手（Neu！，Kraftwerk），心力衰竭。[196]
- 羅伊·福斯特（Roy Foster），62歲，美國棒球運動員（克利夫蘭印第安人）。[197]
- Lynne Golding-Kirk，87歲，澳大利亞芭蕾舞演員，手術併發症。[198]
- 喬治·格羅斯（George Gross），85歲，加拿大體育記者，《多倫多太陽報》創始體育編輯，心臟病發作。[199]
- Shusha Guppy，72歲，伊朗作家和歌手。[200]
- 雷蒙德·勒布朗（Raymond Leblanc），92歲，比利時漫畫製作人和出版商（《丁丁歷險記》）。[201]
- 約翰·李斯特（John List），82歲，美國大屠殺犯，肺炎併發症。[202]
- 加布里埃尔·帕里斯·戈迪略，98歲，哥倫比亞軍事總督，哥倫比亞軍政府主席。[203]
- Waltrude Schleyer，92歲，Hanns-Martin Schleyer的德國遺孀，反對紅軍派系。[204]
- 伊利亞斯·舒爾帕耶夫（Ilyas Shurpayev），32歲，俄羅斯記者，負責第一頻道北高加索新聞，勒死謀殺。[205]
- 梅爾夫·華萊士，91歲，紐西蘭板球隊隊長（1952-1953）。[206]

### 22日
- 羅伯特·戴克（Robert Dyk），71歲，美國電視記者（ABC新聞，WMTW-TV），癌症。[207]
- Cachao，89歲，古巴音樂家，因創造曼波，腎功能衰竭而受到讚譽。[208]
- 羅伯特·麥金托什（Robert J. McIntosh），85歲，美國政治家，美國密歇根州眾議員（1957-1959）。[209]
- 哈威·皮克（Harvey Picker），92歲，美國慈善家。[210]
- 阿道夫·蘇亞雷斯·里維拉（Adolfo Suárez Rivera），81歲，墨西哥紅衣主教，蒙特雷名譽大主教，腦出血。[211]

### 23日
- 阿卜杜拉·阿吉米（Abdallah al-Ajmi），29歲，科威特炸彈襲擊者，自殺。[212]
- 大傑克·阿姆斯壯（Big Jack Armstrong），62歲，美國電臺DJ。[213]
- 希斯·本尼迪克特（Heath Benedict），24歲，美式橄欖球進攻邊鋒（紐伯里學院），2008年NFL選秀前景，肥厚型心肌病。[214]
- 艾爾·科普蘭，64歲，美國餐館老闆，Popeyes Chicken創始人，唾液腺癌。[215]
- 雨果·科雷亞（Hugo Correa），81歲，智利記者和科幻作家。[216]
- 瑪麗亞姆·法爾曼·法邁安（Maryam Farman Farmaian），94歲，伊朗女權主義活動家。[217]
- E. A. Markham，68歲，出生於蒙特塞拉特的英國詩人和作家。[218]
- 92歲的美國礦物學家喬治·斯威策（George Switzer）為史密森學會（Smithsonian Institution）購買了“希望鑽石”（Hope Diamond）。[219]
- 蔡斯·塔圖姆（Chase Tatum），34歲，美國世界摔跤錦標賽摔跤手和Outkast的道路經理，顯然是意外吸毒過量。[220]
- Vaino Vahing，68歲，愛沙尼亞作家和精神病學家。[221]

### 24日
- 塞韋林·塞西爾·阿貝加（Severin Cecile Abega），52歲，喀麥隆作家和人類學家。[222]
- 查爾默斯·阿爾福德（Chalmers Alford），53歲，美國爵士吉他手，糖尿病患者。[223]
- 尼尔·阿斯皮纳尔（Neil Aspinall），66歲，披頭士樂隊（The Beatles）的英國道路經理，蘋果公司（Apple Corps）的高管，肺癌。[224]
- 拉斐爾·阿斯科納（Rafael Azcona），81歲，西班牙編劇，肺癌。[225]
- Victor Christ-Janer，92歲，美國建築師。[226]
- 約翰·庫什利（John Cushley），65歲，蘇格蘭足球運動員（塞爾特人，西漢姆聯），運動神經元疾病。[227]
- 雷·德林克沃特，76歲，英國足球運動員（女王公園巡遊者隊）。[228]
- 鮑裡斯·德沃爾尼克（Boris Dvornik），68歲，克羅埃西亞演員，中風。[229]
- 瑪麗·瓊·尼盧博維奇（Mary Joan Nielubowicz），79歲，美國海軍護士團團長（1983-1987）。[230]
- 哈爾·里尼（Hal Riney），75歲，美國廣告主管，陽獅和哈爾·里尼（Hal Riney）的創始人，癌症。[231]
- 迪娜·薩索利（Dina Sassoli），87歲，義大利女演員。[232]
- Sam Toy，84歲，英國福特英國董事長（1980-1986）。[233]
- 理查德·威德马克（Richard Widmark），93歲，美國演員（《死亡之吻》、《紐倫堡審判》、《排除萬難》）。[234]
- 雪麗·伍德（Sherri Wood），28歲，加拿大記者（《多倫多太陽報》），腦癌。[235]

### 25日
- 阿特·阿拉貢（Art Aragon），80歲，美國拳擊手，中風。[236]
- Ben Carnevale，92歲，美國大學籃球教練。[237]
- 托尼·丘奇（Tony Church），77歲，英國演員。[238]
- 吉米·戴爾（Jimmy Dell），83歲，英國聯隊指揮官和試飛員。[239]
- 羅納德·迪克（Ronald Dick），76歲，英國皇家空軍軍官。[240]
- 蒂埃里·吉拉爾迪（Thierry Gilardi），49歲，法國記者和TF1體育評論員，心臟病發作。[241]
- 威廉·海蘭德（William G. Hyland），79歲，美國情報官員。[242]
- 谢尔盖·克拉马连科（Sergey Kramarenko），61歲，俄羅斯足球運動員。[243]
- 艾比·曼恩（Abby Mann），80歲，美國編劇（《紐倫堡審判》），奧斯卡獎得主（1962年），心力衰竭。[244]
- 赫伯·彼得森（Herb Peterson），89歲，美國速食先驅，麦当劳麦满分的發明者。[245]
- Gene Puerling，78歲，美國聲樂爵士音樂家，歌手，Hi-Los 和 Singers Unlimited 的音樂編曲家。[246]
- 愛德華·拉菲蒂（Edward Rafeedie），79歲，美國加州中央地方法院高級法官，癌症。[247]
- 塞爾吉奧·德·索薩（Sérgio de Souza），73歲，巴西記者，Caros Amigos雜誌的聯合創始人兼編輯，呼吸系統疾病。[248]
- 伊萬·湯姆斯（Ivan Toms），55歲，南非醫生，反對種族隔離和徵兵的活動家，腦膜炎。[249]

### 26日
- 霍利·阿德斯（Hawley Ades），99歲，美國合唱編曲家。[250]
- 克利斯蒂安·貝格林（Christian Bergelin），62歲，法國政治家。[251]
- 羅伯特·法格斯（Robert Fagles），74歲，美國教授，詩人和古代史詩翻譯家，前列腺癌。[252]
- 唐納德·亨特（Donald Hunter），81歲，英國足球運動員。[253]
- 曼努埃爾·馬魯蘭達（Manuel Marulanda），78歲，哥倫比亞恐怖組織哥倫比亞革命武裝力量的創始人兼總司令。[254]
- 沃利·菲力浦斯（Wally Phillips），82歲，美國電臺名人，脫口秀電臺的先驅，阿爾茨海默病。[255]

### 27日
- Jean-Marie Balestre，86歲，法國前FISA主席，後來擔任FIA。[256]
- 貝弗利·布羅德曼（Beverly Broadman），60歲，美國有線電視新聞網（CNN）和哥倫比亞廣播公司（CBS）新聞的美國廣播員，癌症。[257]
- 比利·康索洛（Billy Consolo），73歲，美國棒球運動員和教練，心臟病發作。[258]
- 喬治·普魯蒂亞努（George Pruteanu），60歲，羅馬尼亞文學評論家和參議員，心臟病發作。[259]

### 28日
- 穆罕默德·阿薩杜扎曼（Mohammad Asaduzzaman），60歲，孟加拉國大學學者和行政人員，心臟驟停。[260]
- 洛恩·弗格森（Lorne Ferguson），77歲，加拿大冰球運動員。[261]
- 庫尼奧·勒馬里，65歲，馬紹爾群島代理總統（1996-1997）。[262]
- 邁克爾·波德羅（Michael Podro），77歲，英國藝術史學家。[263]
- 赫伯·裡奇（Herb Rich），79歲，美式足球運動員。[264]
- 羅恩·斯林克（Ron Slinker），62歲，美國職業摔跤手。[265]
- 海倫·伊格萊西亞斯，92歲，美國小說家。[266]

### 29日
- Fereydun Adamiyat，87歲，伊朗歷史學家。[267]
- Albert Alcalay，90歲，美國抽象藝術家。[268]
- 安格斯·費爾赫斯特（Angus Fairhurst），41歲，英國藝術家，上吊自殺。[269]
- 艾倫·甘利（Allan Ganley），77歲，英國爵士鼓手。[270]
- 約瑟夫·米克爾（Josef Mikl），78歲，奧地利畫家，癌症。[271]
- 伊莎貝拉·納爾多尼（Isabella Nardoni），5歲，巴西謀殺案受害者，被扔出窗外。[272]
- 拉爾夫·拉普森（Ralph Rapson），93歲，美國建築師，心臟病發作。[273]
- 阿爾伯特·斯托拉德（Albert Stallard），斯塔拉德男爵（Baron Stallard），86歲，英國工黨議員和終身同齡人。[274]
- Myint Thein，62歲，緬甸全國民主聯盟發言人，胃癌。[275]

### 30日
- 瑪麗·弗朗索瓦絲·奧多倫（Marie-Françoise Audollent），70歲，法國女演員，意外摔倒。[276]
- Anders Göthberg，32歲，瑞典吉他手（Broder Daniel）。[277]
- 道格拉斯·肯特·霍爾（Douglas Kent Hall），69歲，美國作家和攝影師。[278]
- 大衛·萊斯利（David Leslie），54歲，英國賽車手和評論員，范堡羅空難。[279]
- Sean Levert，39歲，美國R&B歌手。[280]
- 理查·勞埃德（Richard Lloyd），63歲，英國賽車手和車隊老闆，范堡羅空難。[279]
- 吉姆·穆尼（Jim Mooney），88歲，美國漫畫家（蝙蝠俠，蜘蛛俠，雷神）。[281]
- David D. Newsom，90歲，美國駐菲律賓大使（1977-1978），呼吸衰竭。[282]
- 迪斯·普蘭（Dith Pran），65歲，柬埔寨出生的美國記者，殺戮場倖存者，胰腺癌。[283]

### 31日
- 尼古拉·拜巴科夫（Nikolai Baibakov），97歲，俄羅斯經濟學家，戈斯普蘭負責人（1955-1957,1965-1985），肺炎。[284]
- 朱爾斯·達辛（Jules Dassin），96歲，美國電影導演（《裸體之城》，《里菲菲》，《永不星期天》），流感。[285]
- 威廉·路易士·迪金森（William Louis Dickinson），82歲，美國法官和阿拉巴馬州眾議員（1965-1993），結腸癌。[286]
- Eliyahu Boruch Finkel，60歲，以色列拉比和講師。[287]
- Robert F. Goheen，88歲，美國普林斯頓大學校長（1957-1972），駐印度大使（1977-1980），心力衰竭。[288]
- 比爾·凱特利（Bill Keightley），81歲，自1962年以來一直擔任肯塔基野貓隊男子籃球隊的美國設備經理，因脊柱腫瘤出血。[289]
- 哈爾什卡·奧斯莫爾斯卡（Halszka Osmólska），77歲，波蘭古生物學家。[290]
- 大衛·托德（David Todd），93歲，美國建築師，設計了曼哈頓廣場，紐約市地標保護委員會前主席。[291]